# Скрытый клинок (фильм, 2023)
«Скрытый клинок» — китайский шпионский триллер 2023 года о Второй мировой войне, снятый Чэн Эром с Тони Люном и Ван Ибо в главных ролях. Фильм был выпущен в Китае 22 января 2023 года. Фильм собрал в мировом прокате 139 миллионов долларов, что на какое-то время сделало его десятым самым кассовым фильмом 2023 года.

## Предыстория
Действие фильма происходит во время Японо-китайской войны, подробно описывая шпионаж, приведший к прекращению японской оккупации и возвышению Коммунистической партии Китая.
Сюжет сосредоточен вокруг жизни трёх персонажей в период японской оккупации Китая: директора Хэ (Тони Люн), мистера Е (Ван Ибо) и офицера Ватанабэ (Хироюки Мори).

## Сюжет
В начале фильма флэшбэки демонстрируют, как молодой человек по фамилии Хэ (Тони Люн) вместе с другими выжившими становится свидетелем последней бомбардировки Гуанчжоу в импровизированной шахте в 1938 году.
Незадолго до бомбардировки Перл-Харбора в 1941 году этот человек поднялся по служебной лестнице и стал директором отдела политической безопасности Шанхая, подразделения контрразведки, которым руководил офицер Ватанабэ. Несмотря на демонстрацию лояльности к режиму Ван Цзинвэя, директор Хэ тайно работает на Коммунистическую партию Китая вместе со своей женой госпожой Чэн (Чжоу Сюнь). Вместе они предоставляют информацию подпольной шпионской сети с целью прекращения японской оккупации. Госпожа Чэн работает вместе с секретарем партии господином Чжаном (Хуан Лэй), передавая мужу записки через местную пекарню. Как преданный работник, директор Хэ усердно выполняет свои задачи по устранению, допросам и пыткам, чтобы завоевать доверие офицера Ватанабэ.
В ближайшем окружении офицера Ватанабэ находятся министр Тан (Да Пэн), капитан Ван (Эрик Ван) и молодой офицер по фамилии Е (Ван Ибо). Офицер Ватанабэ амбициозен, полагая, что должен сделать все возможное, чтобы получить политическую власть через марионеточное правительство, но с подозрением относится к намерениям своих людей. После тайного спасения шпионки-коммунистки госпожи Цзян (Цзян Шуин), которая совершила покушение на жизнь министра Тана, директор Хэ получает информацию о важных японских лицах в Шанхае, таких как японский принц, который в настоящее время служит в армии.
Тем временем между Японией и режимом Ван Цзинвэя проходят мирные переговоры, цель которых перенаправить китайские силы на борьбу против Советского Союза и позволить режиму Ван Цзинвэя продолжать борьбу с Коммунистической партией Китая за счёт уступки Маньчжурии. Получив новую информацию, Коммунистическая партия Китая устраивает засаду и убивает японского принца и его бригаду во время их последней вылазки. Это событие заставляет Японию прервать переговоры, а смерть принца ставит под угрозу репутацию офицера Ватанабэ.
Невеста господина Е госпожа Фан (Чжан Цзинъи), танцовщица и член Коммунистической партии Китая, помогает убить министра Тана и разрывает отношения с господином Е, который вымещает злость на случайных японских солдатах. Позже он узнает, что капитан Ван изнасиловал и убил госпожу Фан из-за её политической принадлежности. Вскоре после этого капитан Ван таинственным образом исчезает. Офицер Ватанабэ начинает подозревать директора Хэ после того, как обнаруживает, что он приходился двоюродным братом министру Тану, и решает использовать господина Е в качестве двойного агента. Происходит атака на Перл-Харбор, и режим Ван Цзинвэя объявляет войну Великобритании и Соединенным Штатам, в результате чего Шанхай оказывается полностью оккупирован японскими военными. Господин Е сближается с офицером Ватанабэ, который теперь хочет реализовать свои политические амбиции с помощью первого.
Господин Чжан опасается худшего для себя и пытается сбежать с госпожой Чэн, но обнаруживает, что она всё это время была замужем. Работая на Коммунистическую партию Китая только ради денег и возможного мира, он решает обратиться в Шанхайский отдел политической безопасности. Господин Чжан по незнанию сообщает о деятельности Коммунистической партии Китая директору Хэ, который убивает его и отправляется к своей жене. Офицер Ватанабэ приказывает господину Е убить директора Хэ, и между ними происходит кровавая схватки в квартире госпожи Чэн. Господин Е возвращается к офицеру Ватанабэ с тяжелыми травмами и сообщает, что директор Хэ арестован, а госпожа Чэн убита. Офицер Ватанабэ награждает господина Е, сделав его своим новым секретарем и продемонстрировав карту Маньчжурии, куда двое направляются, чтобы начать новую политическую и военную карьеру.
Директор Хэ освобождается вскоре после капитуляции Японии в 1945 году как политический заключённый. Когда он выходит из тюрьмы, он видит тюремный грузовик, в котором среди прибывающих заключенных находятся офицер Ватанабэ и господин Е. Господин Е молча издевается над директором Хэ, а офицер Ватанабэ смеется, когда директор Хэ в ярости пытается забраться в грузовик. В туалете тюрьмы офицер Ватанабэ говорит господину Е, что он разочаровался в политике после освобождения Маньчжурии от японской оккупации, и задаётся вопросом, как это могло произойти, ведь Маньчжурия была сильнейшим оплотом Японии. Он также подумывает о том, чтобы начать новую жизнь в качестве фермера, пытается снять форму и говорит, что им обоим будет предоставлена неприкосновенность, несмотря на совершенные ими преступления. Однако господин Е останавливает его, говоря, что офицер Ватанабэ должен умереть как японский офицер.
Выясняется, что господин Е всё это время обманывал офицера Ватанабэ. По приказу директора Хэ господин Е намеренно завоевал доверие офицера Ватанабэ и работал двойным агентом Коммунистической партии Китая. Господин Е объясняет, что Маньчжурия пала из-за информации, которой офицер Ватанабэ поделился с ним после якобы убийства госпожи Чэн и ареста директора Хэ. Затем господин Е убивает офицера Ватанабэ ножом директора Хэ, после чего чистит и возвращает лезвие владельцу. Директор Хэ, ожидающий в соседнем кабинете, благодарит господина Е за усердную работу.
Далее зрителю демонстрируют, что госпожа Чэн все это время была жива. Она, директор Хэ и господин Е живут скромной жизнью в Гонконге 1946 года. Господин Е тайно покупает кофе для госпожи Чэн в кафе перед тем, как посетить ресторан, которым управляет семья капитана Вана. Родители капитана Вана рассказывают, что сбежали из Шанхая после исчезновения их сына. Господин Е уходит, чтобы избежать дальнейших подозрений, и посещает ближайший храм, где сталкивается с директором Хэ. Директор Хэ в конце концов возвращается в Шанхай, чтобы увидеть, как пекарня, через которую он переписывался со своей женой, всё ещё работает, и думает о том, как сложилась его жизнь.
Фильм возвращается к моменту, когда капитан Ван признается господину Е в смерти госпожи Фан. Капитан Ван пытается застрелить господина Е, но обнаруживает, что последний извлёк все пули из пистолета. Затем господин Е признаётся, что всё это время был коммунистом и работал на Коммунистическую партию Китая, после чего убивает капитана Вана.

## В ролях
| Актёр        | Роль                                                                                             |
| ------------ | ------------------------------------------------------------------------------------------------ |
| Тони Люн     | директор Хэ, директор Департамента политической безопасности Шанхая при режиме Ван Цзинвэя       |
| Ван Ибо      | господин Е, офицер и подчинённый директора Хэ                                                    |
| Чжоу Сюнь    | госпожа Чэн, жена директора Хэ                                                                   |
| Хуан Лэй     | господин Чжан, сосед по комнате госпожи Чэн                                                      |
| Хироюки Мори | офицер Ватанабэ, японский чиновник, курирующий Департамент политической безопасности Шанхая      |
| Да Пэн       | министр Тан, министр Департамента политической безопасности Шанхая, двоюродный брат директора Хэ |
| Эрик Ван     | капитан Ван, капитан Департамента политической безопасности Шанхая                               |
| Цзян Шуин    | госпожа Цзян, член Коммунистической партии                                                       |
| Чжан Цзинъи  | госпожа Фан, танцовщица и бывшая невеста господина Е                                             |

## Производство
«Скрытый клинок» произведён Polybona Films как третья часть «Трилогии о победах Китая» после фильмов «Китайские врачи» (2021) и «Битва при Чосинском водохранилище» (2021). Автор сценария и режиссёр Чэн Эр, известный по фильмам «Смертельный заложник» (2012) и «Напрасно потраченное время» (2016). Съёмки начались в Шанхае в августе 2021 года и завершились в декабре того же года. На кастинге Тони Люн согласился на проект, потому что нашёл предыдущую работу Чэн Эра интересной. Чэн Эр также заявил, что Ван Ибо был его единственным кандидатом на вторую главную роль.
В феврале 2022 года вышел тизер-трейлер с двумя мужчинами, разговаривающими на шанхайском диалекте, породивший слухи о том, что весь фильм будет на этом диалекте. Это побудило создателей выпустить официальный постер, поясняющий, что в фильме также будут присутствовать мандаринский, кантонский и иностранный языки. Второй трейлер был выпущен в сентябре 2022 года.
Первоначально выход фильма планировался в августе 2022 года, но дата была перенесена на январь 2023 года (китайский Новый год).